# Leo O'Brien
Leo O'Brien (New York, 12 november 1970 – aldaar, 10 oktober 2012) was een Amerikaans acteur. Hij speelde de rol van Richie Green in de cultfilm The Last Dragon. Leo O'Brien was de jongere broer van Guy O'Brien, beter bekend als Master Gee van de rapgroep The Sugarhill Gang. Leo O'Brien stierf op 41-jarige leeftijd.

## Filmografie
- Rappin' (1985)
- The Last Dragon (1985)
- New Jack City (1991)

## Televisieseries
- Chiefs (1983)
- CBS Children's Mystery Theatre (1983)
- Law & Order (1990 en 1991)